# 유부녀들
《유부녀들》은 2015년에 공개된 대한민국의 에로 영화이다.

## 출연

### 주연
- 김소현
- 김하늘
- 한채유
- 박지찬
- 제동화
- 최은지

### 조연
- 정여민